# 오스카 페티포드

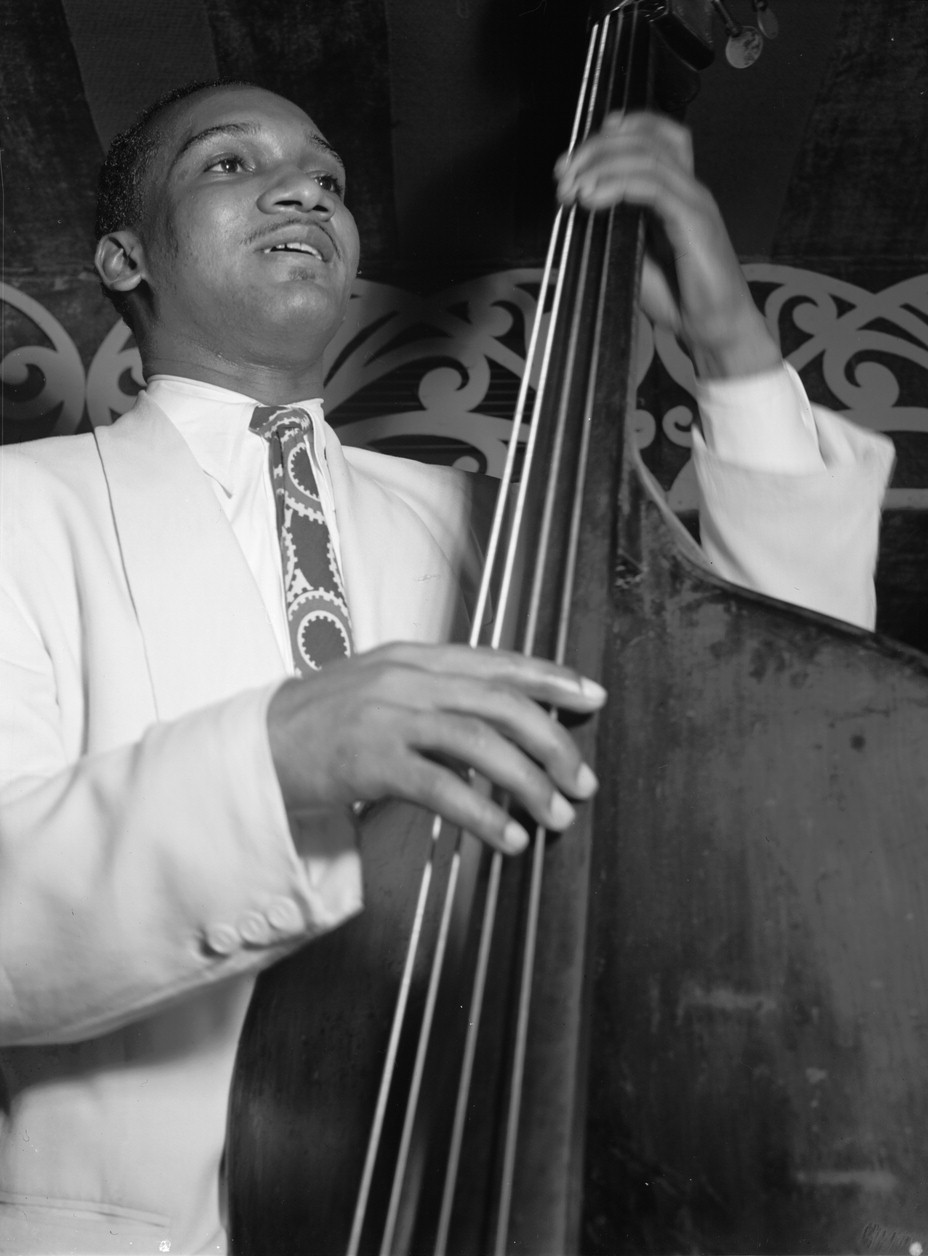
1946년

오스카 페티포드(Oscar Pettiford, 1922년 9월 30일 ~ 1960년 9월 8일)는 미국의 재즈 더블 베이시스트이자 첼로 연주자, 작곡가이다.
모던 베이스의 아버지인 지미 블랜턴이 개척한 수법을 발전시킨 베이스 주자로서, 재즈와 첼로도 다루었다. 그 베이스의 음은 크고 리듬적으로나 멜로디적으로도 풍부한 창조력을 가지고 있다 평가된다. 레이 브라운과 함께 많은 베이스 주자의 우상이 되었다. 1958년, 독일에서 자동차사고가 일어나 그 후유증으로 코펜하겐에서 사망하였다.

## 디스코그래피

### 리더 자격
- Bass Hits (Topaz, 1943–46)
- The New Oscar Pettiford Sextet (데뷔, 1953)
- Oscar Pettiford Sextet (Vogue, 1954)
- Oscar Pettiford (Bethlehem, 1954)
- Basically Duke (Bethlehem, 1954)
- Another One (Bethlehem, 1955)

"Oscar Pettiford Volume 2" (1956)
- The Oscar Pettiford Orchestra in Hi-Fi (ABC-Paramount, 1956)
- The Oscar Pettiford Orchestra in Hi-Fi Volume Two (ABC-Paramount, 1957)
- Discoveries (Savoy, 1952-57 [1986])
- Winner's Circle (Bethlehem, 1957)
- Vienna Blues – The Complete Session (Black Lion, 1959)
- The Complete Essen Jazz Festival Concert, (Black Lion, 1960)
- My Little Cello (데뷔, 1960)
- First Bass (IAJRC, 1953-60 [2000])